# 雲麓駅
雲麓駅（うんろくえき）は中華人民共和国広東省広州市越秀区にかつて存在した中国国鉄の駅である。2009年に廃止された。

## 路線
中国国鉄
広深線

## 歴史
- 1911年 - 開業
- 2009年 - 廃止

## 隣の駅
中国国鉄
広深線
広州駅 - 雲麗駅 - 広州東駅